# Kleines Meer
Das Kleine Meer, auch Hieve genannt, ist ein See in Ostfriesland. Es liegt nordöstlich von Emden auf dem Gebiet der Gemeinde Hinte, das Südwestufer grenzt an die Stadt Emden, das Südost- und Ostufer an die Gemeinde Südbrookmerland.
Das Kleine Meer ist mit 93 Hektar Wasserfläche deutlich kleiner als das benachbarte Große Meer in der Gemeinde Südbrookmerland. Nach einer Sandentnahme Ende der 1970er-Jahre war der vormalige Flachsee an der tiefsten Stelle bis zu 24 Meter tief. Im Juli 2006 betrug die größte Tiefe noch 19 Meter, ebenfalls in der Mitte des Baggerlochs.
Das Kleine Meer ist als Freizeit- und Erholungsgebiet beliebt. Vor allem Segler, Surfer, Angler und zahlreiche Wochenendhäuser prägen das Bild. Diese so genannten Meerbuden befinden sich auf dem Gebiet der Stadt Emden, der Gemeinde Hinte und der Gemeinde Südbrookmerland. Das Befahren mit Motorbooten auf der kürzesten Strecke ist im Gegensatz zum Großen Meer auf der Hieve erlaubt, jedoch darf man nicht schneller als 5 km/h fahren, um den natürlichen Lebensraum und die Uferböschungen nicht zu zerstören.
Die Verbindung zum ostfriesischen Wasserstraßennetz erfolgt durch den einzigen Abfluss, das Kurze Tief: Dieses fließt in das Treckfahrtstief, das wiederum die Verbindung zum Kanalnetz der Stadt Emden und damit letztlich auch die Verbindung zur Ems darstellt.

## Bildergalerie

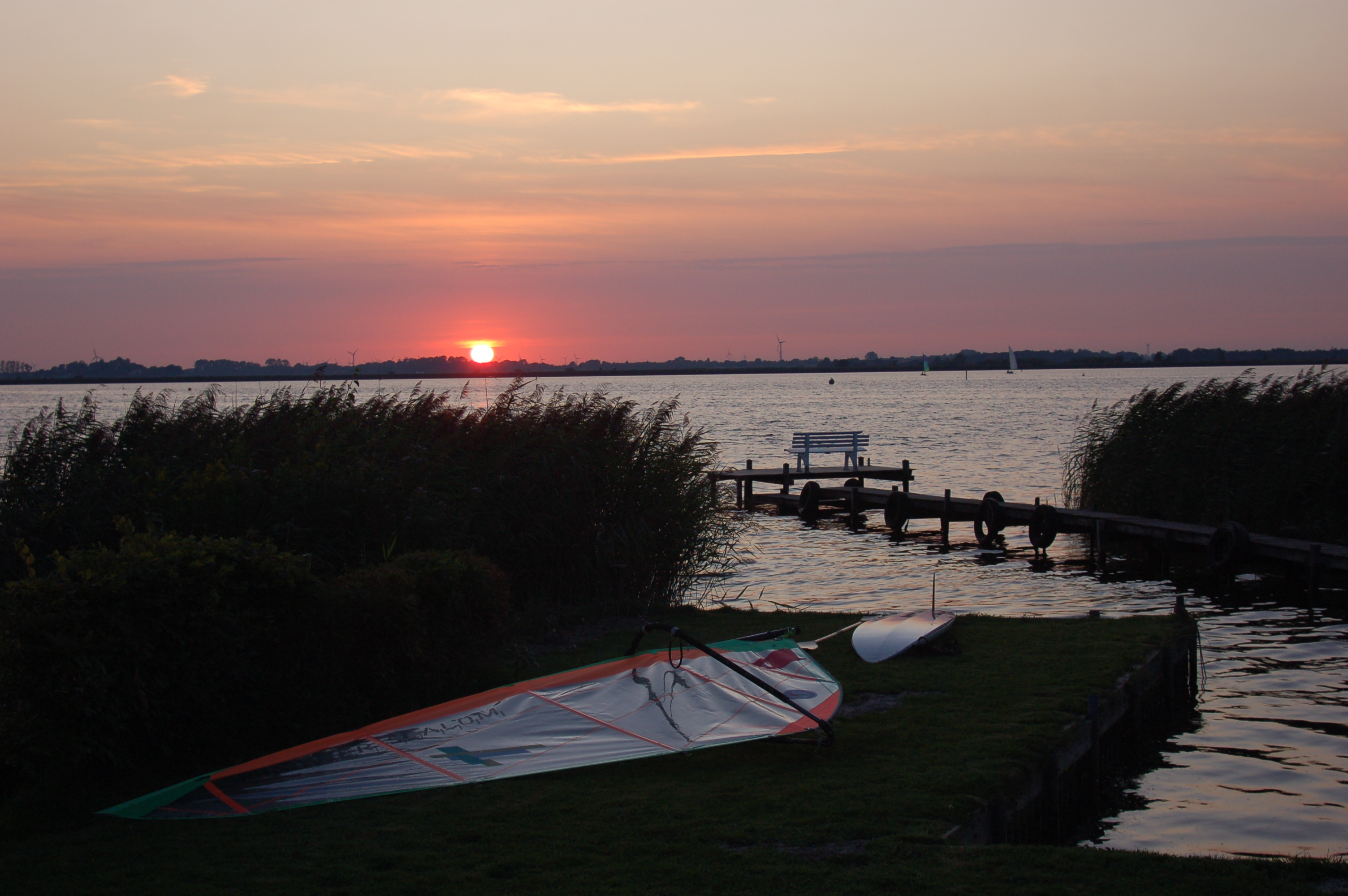
Abendstimmung am Kleinen Meer
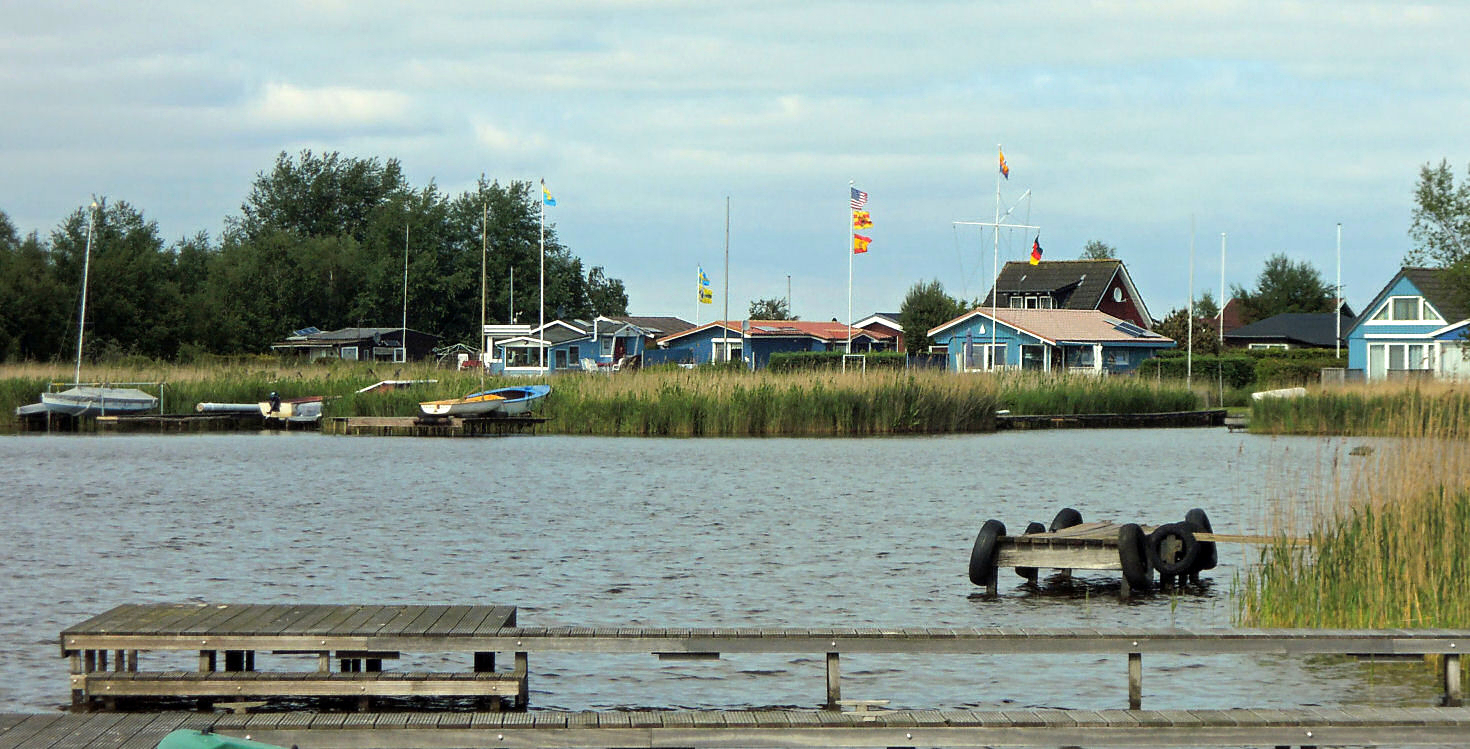
Meerbuden am nordöstlichen Ufer, mit Bootsstegen, Juni 2013
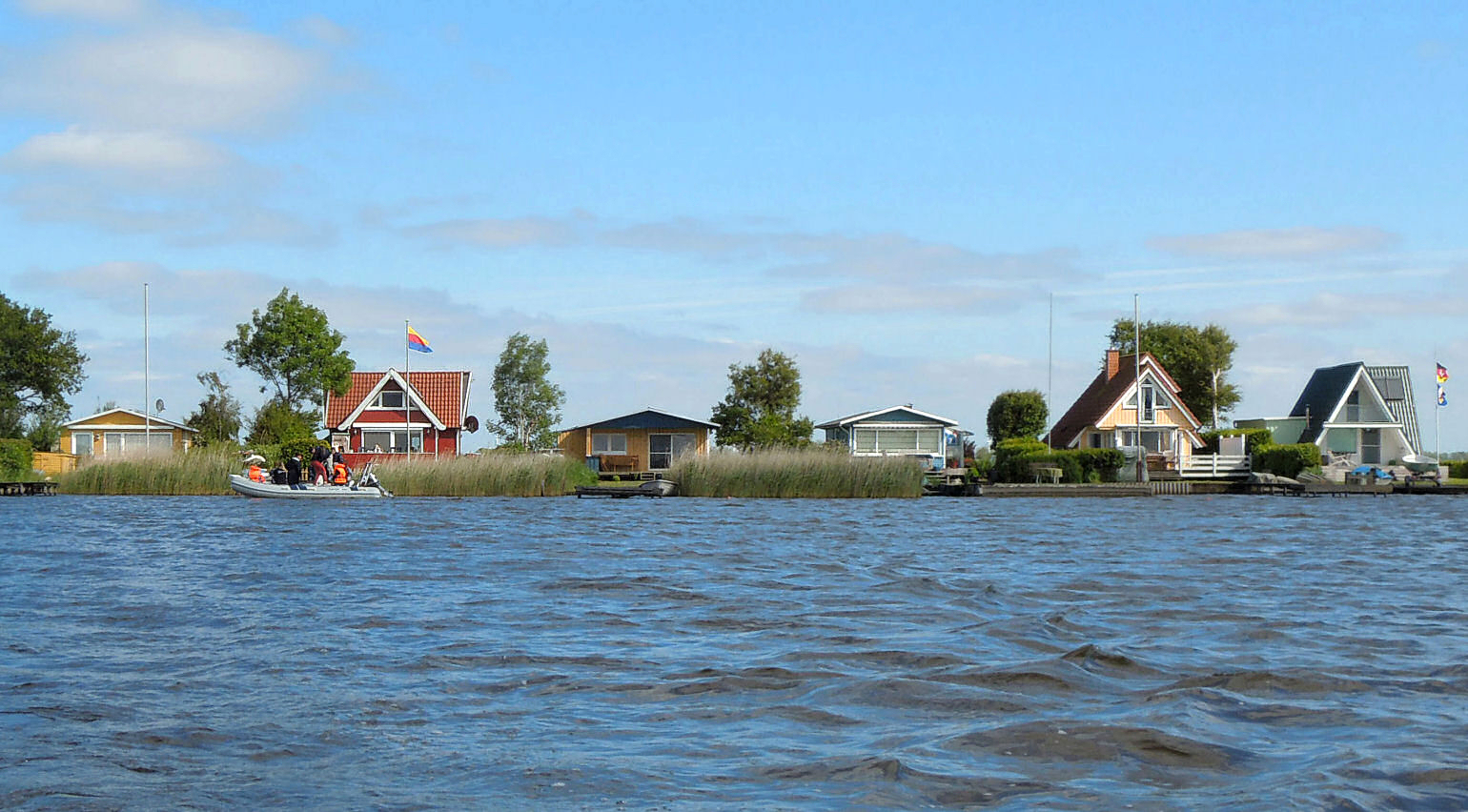
Meerbuden am nordöstlichen Ufer, Juni 2013
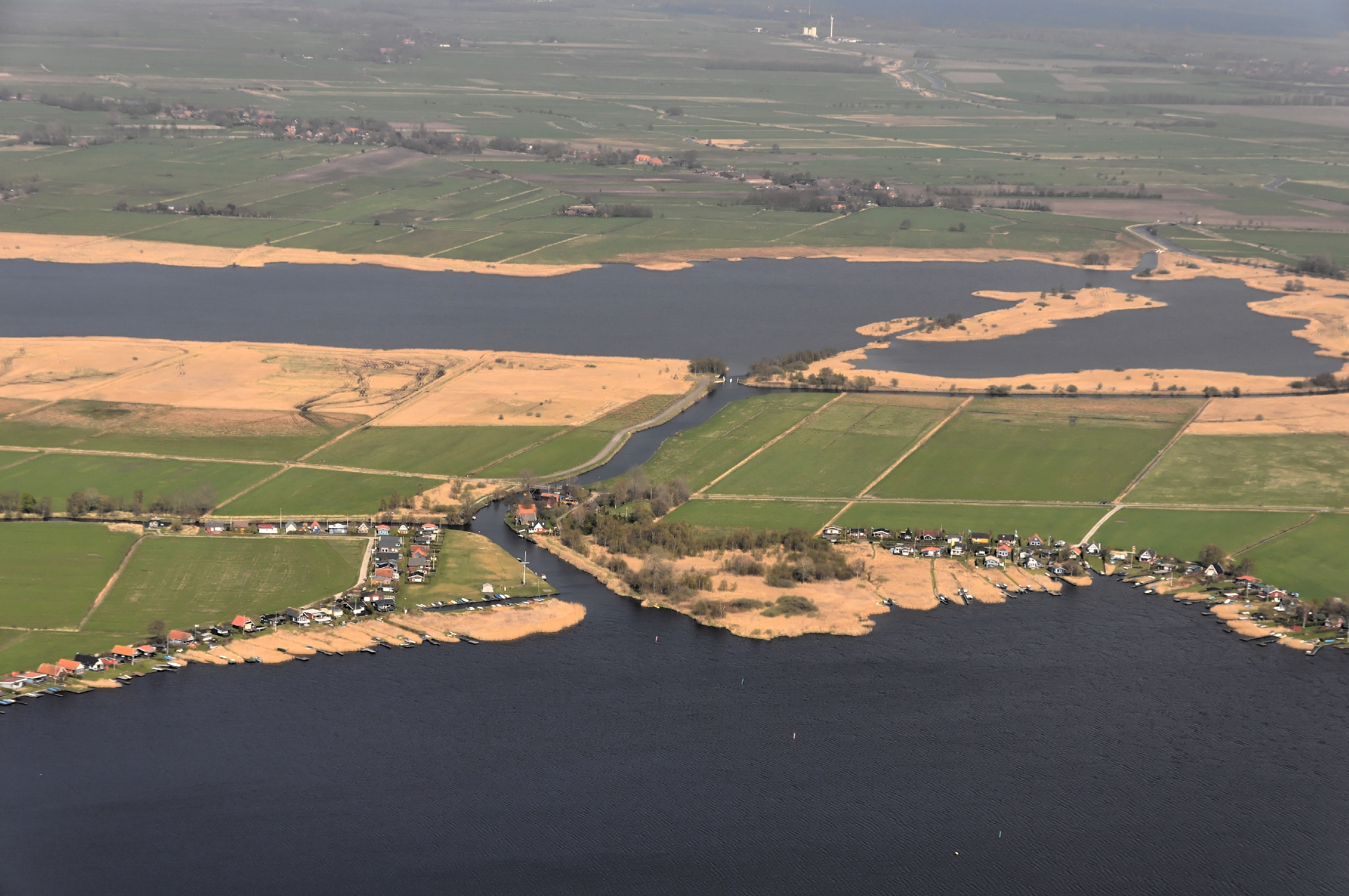
Zufluss vom Großen Meer (im Hintergrund) in das Kleine Meer (vorne), Mai 2013